# Walter Kurt Haassengier
Walter Kurt Haassengier (ur. 3 czerwca 1908, zm. ?) – zbrodniarz hitlerowski, członek załogi niemieckiego obozu koncentracyjnego Mauthausen-Gusen i SS-Rottenführer.
Członek NSDAP od maja 1933. Od września 1944 do 5 maja 1945 pełnił służbę w Gusen II, podobozie Mauthausen. Sprawował funkcję Rapportführera, kierownika komanda więźniarskiego w fabryce Messerschmitta oraz Blockführera (kierował blokiem 11). Haassengier maltretował podległych mu więźniów, a do podobnego zachowania zachęcał innych esesmanów i kapo.
Został skazany w procesie załogi Mauthausen-Gusen (US vs. Hans Böhn i inni) na karę śmierci przez powieszenie przez amerykański Trybunał Wojskowy w Dachau. Wyrok zamieniono w wyniku rewizji na dożywotnie pozbawienie wolności. 18 lipca 1951 karę Haassengiera zmniejszono do 20 lat więzienia.